# 視神経

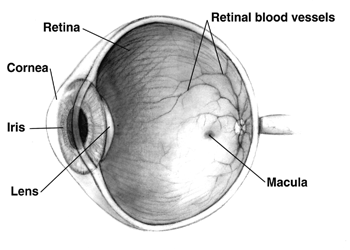
人間の目の断面図

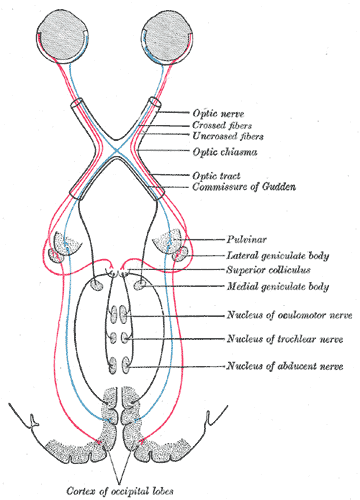
視神経の経路

視神経（ししんけい、optic nerve）は、12対ある脳神経の1つであり、第II脳神経とも呼ばれ、視覚を司る。前頭部に位置しており、嗅神経とともに脳幹から分岐しておらず、間脳に由来する中枢神経系の一部と見なされているが、歴史的に末梢神経に含めて考えられている。
視神経は主に網膜から第一次視覚中枢まで伸びる神経線維からなる。網膜の神経節細胞から起こり、そこから伸びる軸索は視中枢に情報を伝達する、間脳の視床の一部である外側膝状体と、中脳にある上丘まで続く。
視神経は視神経管を通り眼窩から抜け出す。その後、後内側に走り、視交差を作り、半交差を行う。
外側膝状体から視放線の神経線維は後頭葉の視中枢へと向かう。 より詳細には、反対側上部の視界からの情報を伝える視神経はマイヤーループを横断し、後頭葉において鳥距溝の下にある舌状回で終端に達する。一方反対側下部の視界からの情報を伝える視神経はより上で終端に達する。
視神経は約100万の神経線維を持つ。この数は網膜にある約1億3000万の受容体に比べ少なく、これは暗に、情報が視神経を通り脳へと行くまでに網膜内で十分な前処理が行われていることを示している。
網膜表面で、視神経が目から出るところは、光受容体が無いため、盲点となる。
視神経の損傷は、一般に瞳孔異常や視野狭窄、失明を引き起こす。視野狭窄では、どの視神経のどの部位に損傷を受けたかにより、見えなくなる部位が異なる。